# Palekh
Palekh (en russe : Палех) est une commune urbaine de l'oblast d'Ivanovo, en Russie, et le centre administratif du raïon de Palekh. Sa population s'élevait à 5 335 habitants en 2010 et à 4 633 habitants en 2021.

## Histoire
Un artisanat populaire, auquel le nom de la ville a été donné, s'est développé à Palekh. Des artistes réalisent des miniatures laquées à la détrempe sur des objets en papier mâché. Il s'agit de recouvrir des boîtes, des coffrets, des cendriers, des poudriers, des étuis et d'autres objets destinés à la décoration ou à un usage courant. La ville était déjà célèbre pour ses miniatures de Palekh avant le règne de Pierre le Grand, mais son épanouissement a été atteint au XVIIIe siècle-début du XXe siècle.

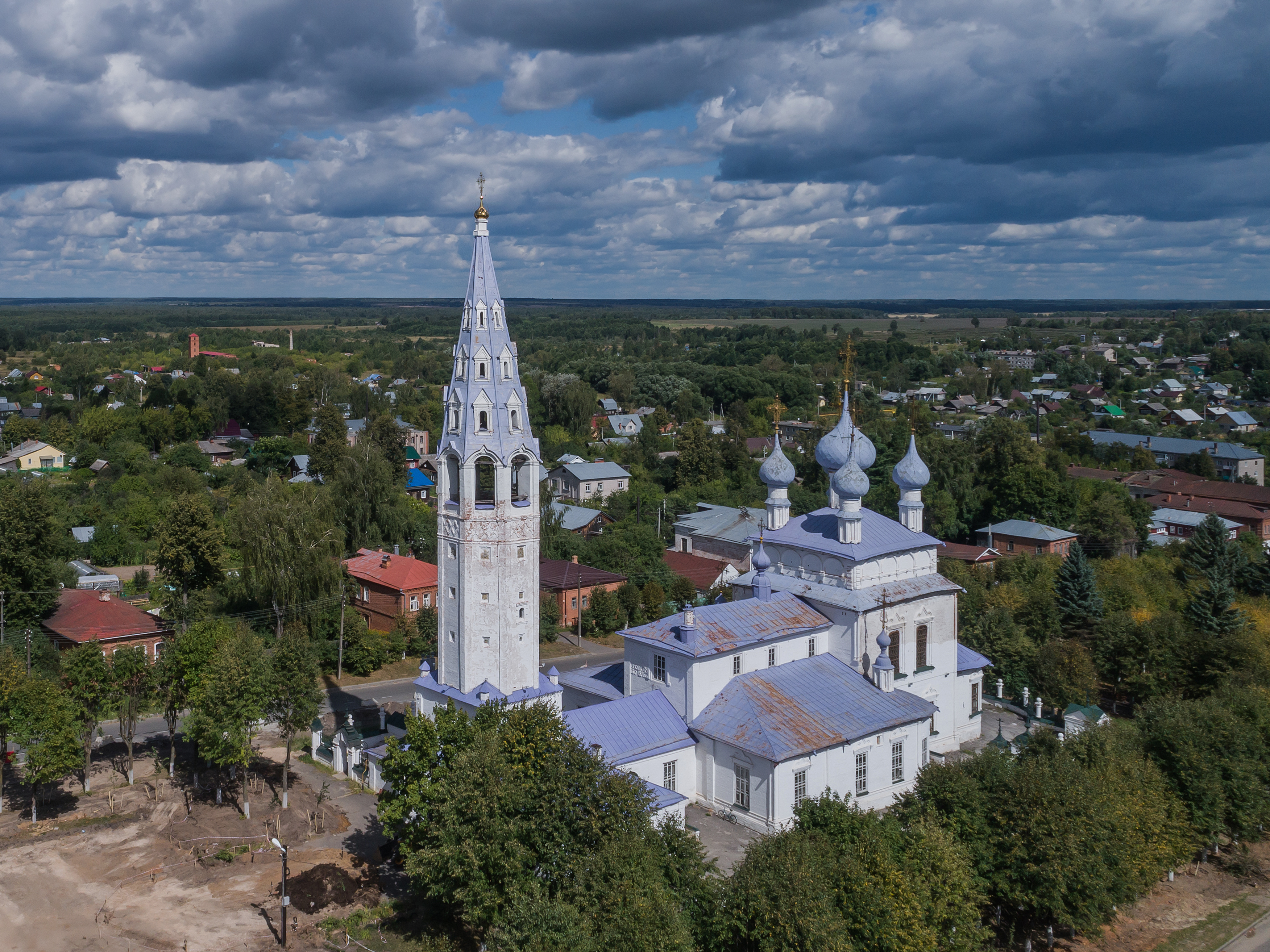
Église de l'Exaltation-de-la-Croix de Palekh

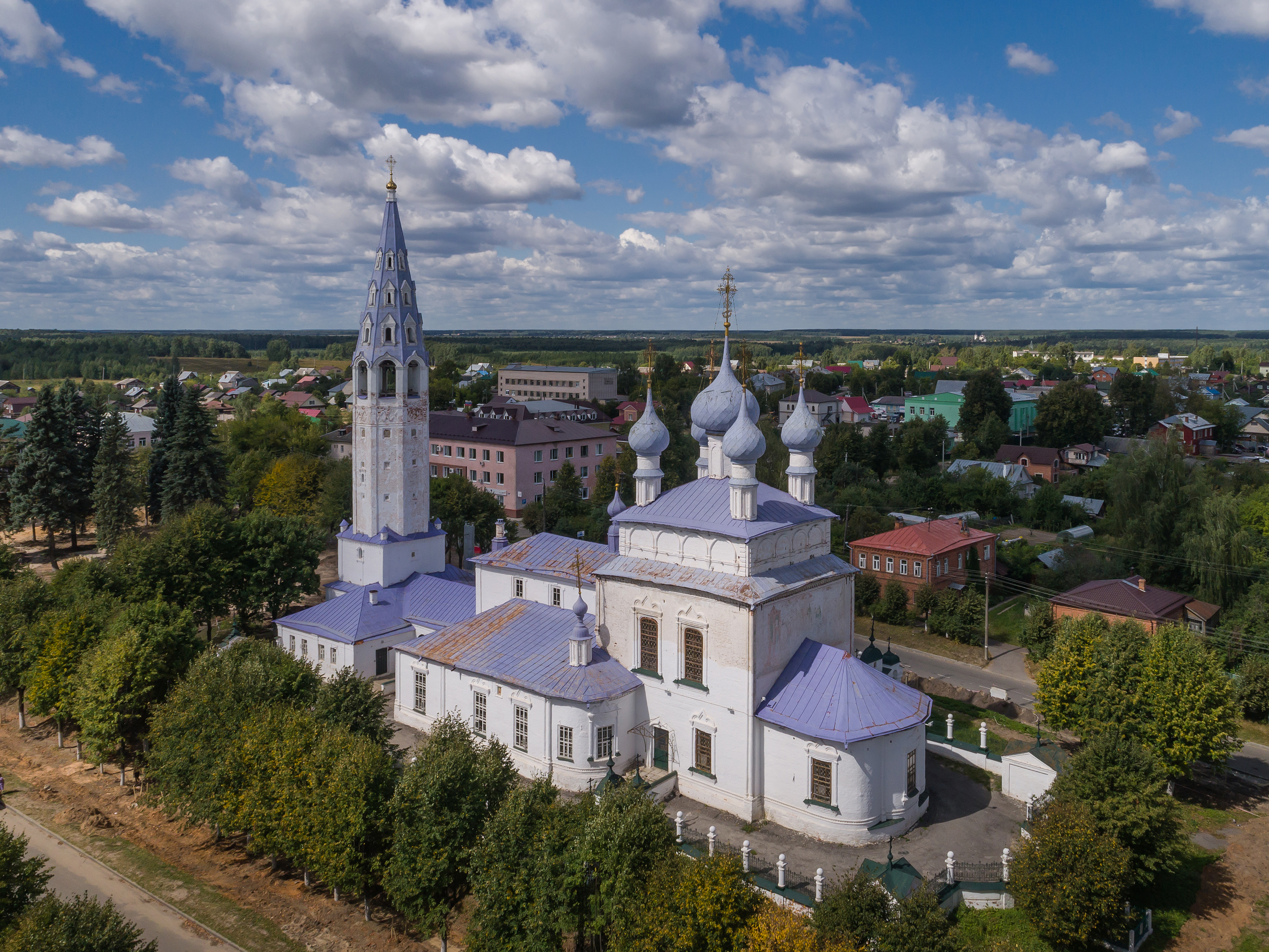
Même église sous un angle légèrement différent.

## Géographie
Palekh est située à 67 km au sud-est d'Ivanovo, à 125 km au sud-est de Kostroma et à 131 km au nord-est de Vladimir.

## Population
Recensements (*) ou estimations de la population :
| 1959* | 1970* | 1979* | 1989* | 2002* | 2010* |
| ----- | ----- | ----- | ----- | ----- | ----- |
| 3 363 | 4 678 | 5 446 | 6 202 | 5 814 | 5 335 |

| 2014  | 2017  | 2021  | - | - | - |
| ----- | ----- | ----- | - | - | - |
| 4 964 | 4 821 | 4 633 | - | - | - |

## Musée
Il existe une maison-musée Pavel Korine à Palekh.

## Personnalité
- Pavel Korine (1892-1967), peintre russe.